# Прва књига о царевима
Прва књига Царевима (која се зове и Трећа књига о царевима) јесте једна од књига Светога писма (Стари завјет) и Танаха. Вероватно написана између 560. и 540. године пре Христа.
Не постоји конкретан аутор Прве књиге Царевима. По предању, Прву књигу Царевима је написао пророк Јеремија.
Ова књига је наставак прве и друге Самуилове књиге и почиње описом Соломоновог доласка на царски престо након Давидове смрти. Прича почиње са једним царством а завршава се са народом подељеним у два царства, позната као Јудеја и Израел. У хебрејској Библији су Прва и Друга књига Царевима биле састављене у једну књигу.

## Кратак садржај
Прва књига Царевима почиње са Соломоном а завршава се са Илијом. Разлика између њих двојице вам даје представу о томе шта се налази између. Соломон је био рођен након дворског скандала између Давида и Витсавеје. Имао је слабост према женама као и његов отац, која га је упропастила. Соломон је у првих седам година чинио добро, молећи се за разум и градећи Божији храм. А затим је провео 13 година градећи храм за себе. То што је био са много жена га је одвело далеко од Господа чак и до обожавања њихових богова. 
Након Соломонове смрти Израелом је владало низ, који злих и идолопоклоничких царева. То је одвело народ са пута Господњег, да их чак ни Илијино проповедање није могло вратити назад. Међу свим царевима Ахав је био најгори, и заједно са својом женом Језавељом је обожавање Вала довео до врхунац у Израелу. Илија је изазивањем на обрачун Валових свештеника на Гори Кармилској покушао да врати Израелце на пут Божији, тако што је тражио да се покаже чији бог заиста постоји. Господ је победио, разуме се. 
Ово је (најблаже речено) разбеснело цареву жену Језавељу. Она је наредила да се Илија убије, те је он побегао и сакрио се у пустињи. Потиштен и исцрпљен је рекао: "Пустите ме да умрем." Али је Бог послао храну и охрабрење пророку, и шапутао му "тихим нежним гласом", спасивши тако његов живот за наредна дела. 

## Предсказања
Храм у Јерусалиму, Светињи над Светињама где обитава Дух Божији, наговештава вернике у Христа у којима обитава Свети Дух од тренутка нашег спасења. Као што су се Израелци одрекли идолопоклонства, ми би требало да уклонимо све што нас раздваја од Бога. Ми смо његов народ, прави храм живога Бога. Друга Коринћанима 6:16 нам говори: "Како ли се слаже храм Божији с идолима? Јер смо ми храм Бога живога, као што рече (сам) Бог: Ставићу и живећу међу њима, и бићу им Бог, и они ће бити мој народ".
Пророк Илија је претеча Христа и апостола из Новог Завета. Господ је омогућио да Илија чини чуда у намери да докаже да је он заиста Божији човек. Он је васкрсао из мртвих сина једне удовице из Сарепте, због чега је она узвикнула: "Сада знам да си човек Божији и да је реч Господња у твојим устима истина." У Новом Завету се, такође, налазе Божији људи који су говорили Његове речи говорили кроз Његову силу. Исус је поред Лазара из мртвих подигао и сина удовице из Наина (Лука 7:14-15) и Јаирову ћерку (Лука 8:52-56). Апостол Петар је васкрсао Тавиту (Дела 9:40) а Павле, Евтиха (Дела 20:9-12). 

## Практична примена
Прва књига Царевима има доста лекција које могу послужити верницима. Ту видимо упозорење везано за друштво у коме смо, а што се посебно односи на брак и на друге нама блиске односе. Израелски цареви који су се женили странкињама, као што је то учинио Соломон, су излагали злу себе и свој народ. Као хришћани, морамо бити пажљиви при бирању пријатеља, пословних сарадника и супружника. “Не варајте се: “Зли разговори кваре добре обичаје"” (1. Коринћанима 15:33).
Искуство пророка Илије у пустињи нас учи драгоцену лекцију. Његову радост је заменила туга када је након невероватне победе над 450 Валових пророка на Кармелској планини, морао да побегне од Језавеље да би спасио свој живот. Оваква искуства „ушићености“ су често праћена падовима у депресију и обешрабрењем које може да га прати. У Хришћанском животу морамо бити на опрезу са оваквим искуствима. Али наш Бог је веран и никад нас неће напустити, нити ће нас оставити. Тихи, нежни глас који је подстицао Илију ће охрабрити и нас. 

## Извор
1. 1 2